# مدرسه شامیه کبری
مدرسه شامیه کبری (عربی: المدرسة الشامیة الکبری) مدرسه تاریخی مربوط به قرن دوازدهم میلادی در دمشق، سوریه است.